# Lucio Marcaccini
Lucio Marcaccini (* 26. November 1929 in Rimini; † 16. März 1982 in Rom) war ein italienischer Filmregisseur und Drehbuchautor.

## Leben
Marcaccini lebte seit Beginn der 1960er Jahre in Rom, wo er später bei drei Filmen als Regieassistent wirkte. 1975 drehte er seinen einzigen Film, den Polizeifilm Roma drogata: la polizia non ouò intervenire. Eine versuchte Koproduktion mit Kanada scheiterte.

## Filmografie
- 1975: Roma drogata: la polizia non può intervenire